# Jean Malrieu
Jean Malrieu (* 29. August 1915 in Montauban; † 24. April 1976 ebenda) war ein französischer Dichter.

## Leben
Jean Malrieu besuchte das Gymnasium in Montauban. Er war nach dem Kriegsdienst Volksschullehrer an seinem Heimatort, ab 1948 in Marseille. Dort gründete er 1950 mit Gérald Neveu (1921–1960) die Zeitschrift Action poétique, deren Motto war: „Das Ziel der Poesie muss die praktische Wahrheit sein“. Sie existierte bis 1956.
Zur Fortsetzung der 1925 von Jean Ballard (1893–1973) gegründeten (aber 1966 eingestellten) Zeitschrift Cahiers du Sud gründete er 1970 die Zeitschrift Sud. Revue littéraire trimestrielle.
Von 1945 bis 1956 war er Mitglied der Kommunistischen Partei Frankreichs, empfand sich selbst aber eher als „mystischen Kommunisten“.
Ab 1953 veröffentlichte Malrieu eigene Dichtung. Der erste Gedichtband Préface à l’amour wurde sofort mit dem Prix Guillaume Apollinaire ausgezeichnet. Pierre Dhainaut (* 1935) gab 2004 die gesammelten Gedichte vollständig heraus.
Inzwischen trägt ein Literaturpreis seinen Namen. In Marseille sind eine Straße und eine Schule nach ihm benannt.

## Prix Jean Malrieu
Der Prix Jean Malrieu wurde 1983 von der Société marseillaise de crédit in enger Zusammenarbeit mit der Zeitschrift Sud ins Leben gerufen.
- 1983: Patrick Guyon für Les noms de Prague
- 1984: Maryline Desbiolles für La mer se défait derrière la vitre
- 1985: Marcel Migozzi für Juillet, voyages
- 1986: Bernard Hreglich für Maître visage
- 1987: Michel Flayeux für Sortes de bleu
- 1989: Amina Saïd für Feu d'oiseaux
- 1990: Christian da Silva für Hivernale patience
- 1991: Anise Koltz für L'autre temps, Adonis (prix étranger)
- 1992: Yves Namur für Le livre des sept portes
- 1993: Michel Cosem für Le petit jour, Yehuda Amichaï für Poèmes

## Werke (Auswahl)

### Die wichtigsten Gedichtbände
- Préface à l'amour. Les Cahiers du sud, Béziers 1953.
- Vesper. In: La Fenêtre ardente (Veilhes). Band 3, 1962.
- Le nom secret. 1963.
- Les Jours brûlés. 1971.
- Le château cathare. Seghers, Paris 1972 (französisch). Prix Archon Despérouses der Académie française 1973[3]
- Possible imaginaire. 1975.
- La Maison de feuillages. 1976.

### Posthum erschienene Gedichtsammlungen
- Dans les terres inconnues et quotidiennes. 1. Poèmes. In: Pierre Dhainaut (Hrsg.): Sud. 1983.
- Un Temps éternel pour aimer. In: Pierre Dhainaut (Hrsg.): Sud. 1985.
- Le Passe-Mots (Hrsg.): Une ferveur brûlée. 1995.
- L'Arrière-pays. 1995.
- Libre comme une maison en flammes. Oeuvre poétique 1935–1976. In: Pierre Dhainaut (Hrsg.): Le Cherche Midi. Paris 2004.

### Weitere Werke
- mit Pierre Malrieu: Penne d'Albigeois à travers l'histoire. P. J. Oswald, Honfleur 1969. (Pierre Malrieu ist der Sohn von Jean Malrieu. Jean Malrieu hatte ein Haus in Penne)
- Chronique du temps qu'il fait. Autoportrait d'après une correspondance. La Table rase, Cesson, und Écrits des forges, Trois-Rivières 1987.
- Avec armes et bagages. Hrsg. Pierre Dhainaut: Le Castor astral. Bègles 1992. (Roman)
- Lettres à Jean Ballard 1956–1963. Suivies d'un Hommage à André Breton 1966. L'Arrière-pays, auch 1992.
- Lettres à Jean-Noël Agostini. L'Arrière-pays, auch 1999.
- Lettres à P. Dhainaut, J. Ballard & Pierre-Albert Jourdan (1924–1981). L'Arrière-pays, Jégun 2012.
- Poids brut. Carnets de la guerre 39–40. Hrsg. Patricia Olivier und Luce Van Torre. Les Autanes, Lisle-sur-Tarn 2018. (Vorwort von Pierre Dhainaut)
- D'autres hommes, d'autres temps. Chroniques autobiographiques 1942–1951. Hrsg. Luce Van Torre. Les Autanes, Lisle-sur-Tarn 2020.

### Herausgeberschaft
- (Hrsg.) Gérald Neveu. Seghers, Paris 1974.